# Coelichneumon piceipennis
Coelichneumon piceipennis är en stekelart som först beskrevs av Morley 1915.  Coelichneumon piceipennis ingår i släktet Coelichneumon och familjen brokparasitsteklar. Inga underarter finns listade i Catalogue of Life.